# Knights of Pen and Paper
Knights of Pen and Paper est un jeu vidéo de rôle développé par Behold Studios et édité par Paradox Interactive, sorti en 2012 sur Windows, Mac, Linux, Nintendo Switch, PlayStation 4, Xbox One, iOS et Android.
Il a pour suite Knights of Pen and Paper 2.

## Accueil

### Critique
- Eurogamer : 9/10[1]
- TouchArcade : 4/5[2]

### Récompenses
Le jeu a été nommé dans la catégorie Meilleur jeu étudiant lors de l'Independent Games Festival 2013.